# ونتس، استان شومن
ونتس، استان شومن (به لاتین: Venets, Shumen Province) یک سکونتگاه مسکونی در بلغارستان است که در شومن واقع شده‌است.

## خصوصیات
ونتس ۹۷۸ نفر جمعیت دارد.